# Anaconda Range
Anaconda Range je menší pohoří na jihozápadě Montany, ve Spojených státech amerických.
Je součástí severních amerických Skalnatých hor. Rozkládá se ze severovýchodu, od stejnojmenného města Anaconda, na jihozápad. Nejvyšší horou je s nadmořskou výškou 3 290 metrů West Goat Peak ve středo-jižní části pohoří.
Anaconda Range je součástí chráněné krajinné oblasti Anaconda–Pintler Wilderness.